# Фортеця Поєнар
45°21′14″ пн. ш. 24°38′05″ сх. д. / 45.353777777778° пн. ш. 24.634861111111° сх. д.

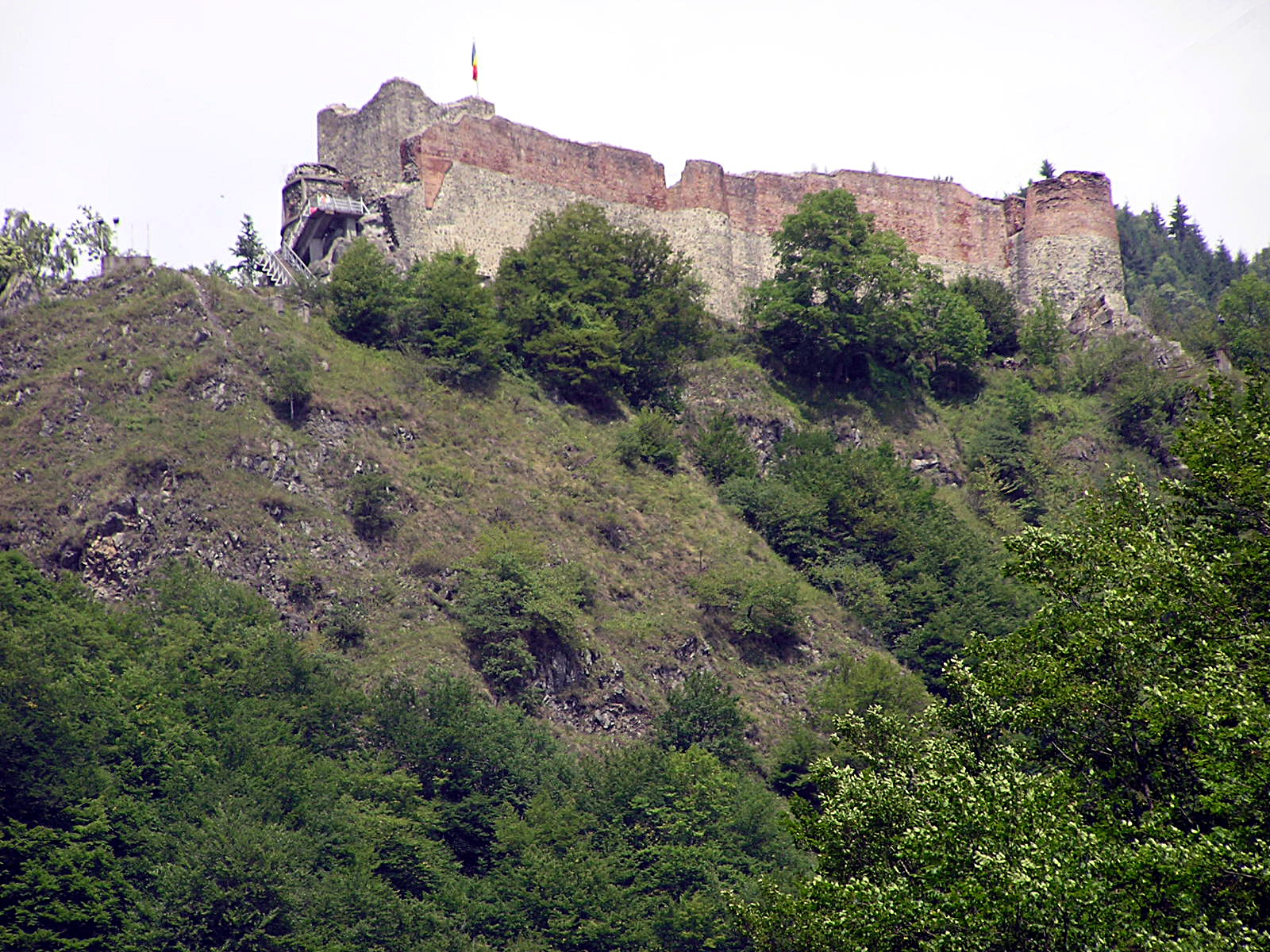
Цитадель Поєнар

Фортеця Поєнар (англ. Poenari Castle, також відома Poenari Citadel (Cetatea Poenari румунською мовою) — руїни замку на Трансфегерашському шосе. Підйом до них складає 1480 бетонних сходинок. За легендою цей замок побудований за наказом графа Влада Дракули.